# Cantone di Thiaucourt-Regniéville
Il Cantone di Thiaucourt-Regniéville era una divisione amministrativa dell'arrondissement di Toul.
È stato soppresso a seguito della riforma complessiva dei cantoni del 2014, che è entrata in vigore con le elezioni dipartimentali del 2015.
Comprendeva i comuni di:
- Arnaville
- Bayonville-sur-Mad
- Bouillonville
- Charey
- Dommartin-la-Chaussée
- Essey-et-Maizerais
- Euvezin
- Flirey
- Jaulny
- Limey-Remenauville
- Lironville
- Pannes
- Rembercourt-sur-Mad
- Saint-Baussant
- Seicheprey
- Thiaucourt-Regniéville
- Vandelainville
- Viéville-en-Haye
- Vilcey-sur-Trey
- Xammes